# ویته، سن بارتلمی
ویته (به فرانسوی: Vitet) یک منطقهٔ مسکونی در فرانسه است که در سن بارتلمی در کارائیب واقع شده‌است.